# Maria Rosler-Gitter
Maria Rosler-Gitter (geboren als Maria Rosler, 9. Juni 1900 in Sanok, Österreich-Ungarn; gestorben 16. Dezember 1985 in Manhattan) war eine austroamerikanische Individualpsychologin.

## Leben
Maria Rosler kam mit den Eltern im Ersten Weltkrieg nach Wien. Die Matura legte sie 1920 in Oedenburg ab. Sie studierte Geschichte an der Universität Wien und wurde 1926 mit einer Dissertation zum misslungenen Österreichisch-Tschechischen Ausgleich promoviert. Sie wurde Lehrerin und unterrichtete ab 1931 am Chajes-Gymnasium in Wien. Rosler wurde bei Alfred Adler in der Individualpsychologie ausgebildet und erhielt 1927 vom Verein für Individualpsychologie ein Diplom, das sie als Heilpädagogin für schwer erziehbare Kindern auswies. Sie leitete gemeinsam mit der Psychiaterin Alexandra Adler und Lydia Sicher eine Erziehungsberatungsstelle im 20. Bezirk und hielt individualpsychologische Sprechstunden.
Sie war seit 1929 verheiratet mit dem Diamantenhändler Morris Gitter, sie haben zwei Kinder. Nach dem Anschluss Österreichs 1938 emigrierten sie in die USA, beider Eltern sowie viele Verwandte wurden von den Deutschen im Holocaust ermordet.
Rosler-Gitter wurde Mitglied der American Society of Adlerian Psychology und der New York Psychological Association. Sie war als Individualpsychologin bis zu ihrem Ruhestand im Jahr 1977 im Alfred Adler-Zentrum in Manhattan tätig und führte eine Privatpraxis.

## Schriften (Auswahl)
- Das Ministerium Hohenwart und die deutsch-böhmischen Ausgleichsverhandlungen im Jahre 1871. Phil. Diss. Wien, 1926 OBV.
- Schaller, Robert: Das einzige Kind. In:  Internationale Zeitschrift für Individualpsychologie (IZI), 1929.